# Hôtel de ville de Cherbourg

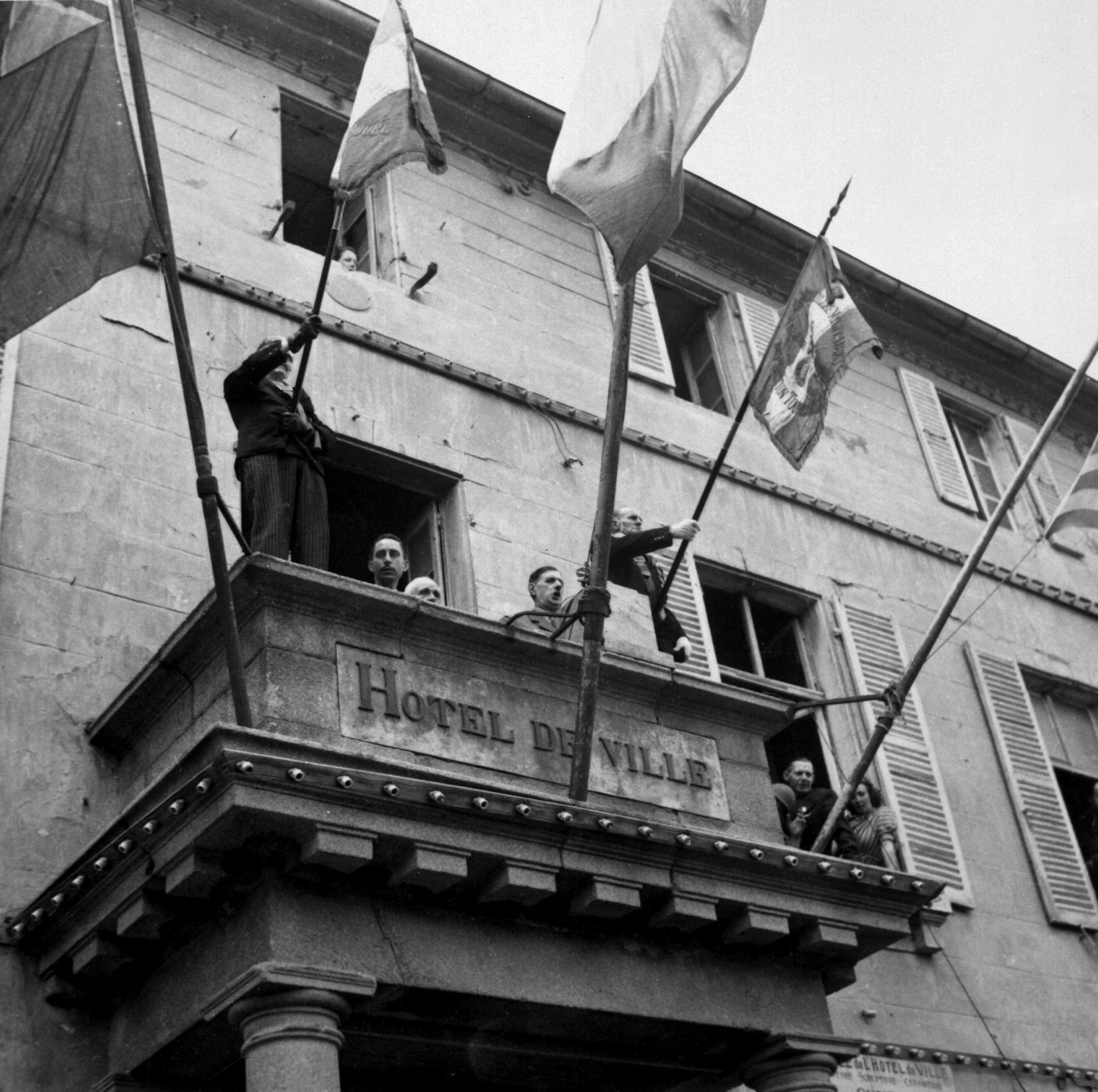
Le général de Gaulle parlant aux Cherbourgeois du haut du balcon de la mairie durant sa visite du 20 août 1944.

L'hôtel de ville de Cherbourg est un édifice situé sur le territoire de la commune de Cherbourg-en-Cotentin dans le département français de la Manche.

## Localisation
Le monument est situé dans le département français de la Manche, à Cherbourg-Octeville, commune déléguée de Cherbourg-en-Cotentin. Il se situe place de la République, à l'angle formé avec la rue de la Paix.

## Historique
Sa construction est lancée en juin 1793 et s'achève en 1804.
Auparavant, la municipalité s'est réunie dans l'église de la Trinité de 1492 à 1590, puis dans le château jusqu'à sa destruction en 1688, et alternativement dans l'église, à l'hôtel-Dieu et à l'auditoire de la juridiction royale, place de la Trinité. 
L'idée de déménager s'exprime en 1781, et se concrétise en octobre 1786 par le transfert des édiles dans les locaux des frères des écoles chrétiennes, qui sont installés rue de la Paix depuis 1775 et place du Calvaire, peu après.
En 1839, Jean Fleury et Hippolyte Vallée le décrivent ainsi :
« C'est un édifice de fort simple apparence, qu'un balcon en granit, supporté par deux colonnes de la même pierre, distingue seul des maisons avoisinantes. Au rez-de-chaussée, à gauche en entrant, se trouve la demeure du concierge ; les bureaux, le cabinet particulier du maire et le bureau de la caisse d'épargne sont à droite. — L'entrée du musée Henry est à gauche au premier, et la salle du conseil à droite. — La bibliothèque, les antiquités et les objets d'histoire naturelle se trouvent au second. 
La troupe de terre en garnison à Cherbourg a un poste dans le local d'encoignure(…) Deux maisons sises rue de la Paix et attenantes à l'Hôtel de Ville, en sont une dépendance. La première, que les frères de la doctrine chrétienne ont été forcés d'évacuer en 1833 est en partie occupée par une classe d'enseignement mutuel. On a installé un tribunal dans une des chambres, et c'est là que viennent tour à tour siéger le premier conseil de guerre permanent de la 14e division militaire, M. le juge de paix et le conseil de discipline de la garde nationale. — L'autre maison sert de bureau de police. ».
En 1850, une aile néo-classique est construite au sud-ouest, donnant sur la rue de la Paix et formant un « L » avec le corps principal. 
En 1858, le bâtiment est décrit ainsi : 
« L'hôtel-de-ville se compose de deux corps de bâtiments, dont l'un fait face à la place d'Armes et l'autre à la rue de la Paix. Dans le premier, sont : au rez-de-chaussée, les bureaux, à l'angle un corps de garde ; au premier la salle du conseil et le musée Henry ; au second le musée des antiques. Ce bâtiment est de construction ancienne, rien ne le distingue des autres maisons de la place qu'un balcon en granit supporté par deux colonnes également en granit. Dans la seconde partie, dont la construction vient d'être achevée, se trouve : au rez-de-chaussée, les bureaux du commissaire central et celui de la caisse d'épargne ; au premier la bibliothèque et le grand salon de réception. Il est orné à l'extérieur d'un écusson aux armes de la ville, sculpté au-dessus de la porte d'entrée ». En l'honneur de la visite impériale, le salon de l'Impératrice est aménagé et décoré. Le balcon en granit, supporté par deux colonnes doriques, datant du début du XIXe siècle, est enserré sous la Troisième République dans un bâtiment remanié.
À la demande du maire, Armand Le Véel livre en 1893 les plans d'un nouvel hôtel de Ville : une façade de 44 mètres sur la place d'Armes, avec deux pavillons latéraux et un pavillon central avec une large entrée et un fronton portant une allégorie de la ville, des allégories de la Marine et de la Guerre dans des niches, des bustes sur des consoles entre les fenêtres du premier étage, un deuxième étage encaissé et coiffé d'un fronton  et d'une toiture dominé par un campanile. Le projet reste dans les cartons.
La façade est à nouveau modifiée en 1951. Le poste de police est supprimé à cette occasion.
Depuis la création de la commune nouvelle de Cherbourg-en-Cotentin en 2016, le bâtiment accueille désormais la mairie déléguée de Cherbourg-Octeville.

## Description
La salle des délibérations abrite une cheminée sculptée provenant de l'abbaye du Vœu, qui a été classée au titre objet aux monuments historiques en 1905.
Il s'agit de l'ancienne cheminée de la maison abbatiale de l'abbaye Notre-Dame du Vœu. Elle fut démontée et rétablie provisoirement dans la cour de l'hôtel de ville qui en fit l'acquisition à la suite de la démolition de l'abbaye par l'armée en 1841. Nettoyée en 1852, elle a été repeinte en 1857, comme en témoigne l'inscription au sommet de la hotte, afin d'être installée dans la grande salle de la bibliothèque de Cherbourg (1858). Elle fut remontée dans la salle des délibérations de l'hôtel de ville en 1865. Elle peut être datée de 1500 environ. Les parties en retour, sur les côtés, ont été refaites. Un petit morceau de sculpture a été ôté lors des bombardements de juillet 1941,.
.

## Protection
Le grand salon, le salon octogonal et le salon de l'Impératrice, avec leurs décors et leurs parois intérieures ainsi que l'escalier conduisant au grand salon avec sa cage sont inscrits au titre des monuments historiques par arrêté du 13 août 2004.